# John W. Smith
John William Smith (12. April 1882 – 17. Juni 1942) war ein US-amerikanischer Politiker, Mitglied des Detroit City Councils und zweimaliger Bürgermeister der Stadt Detroit, Michigan.

## Frühes Leben
John W. Smith kam 1882 in Detroit als Sohn von John William (geboren als Johann Wilheim Schmid) und Gertrude Smith (geboren als Gertrude Wax) zur Welt. Sein Vater starb als Smith fünf Jahre alt war, sodass die Familie um die alleinerziehende Mutter in Armut lebte. Er verließ die Schule nach der fünften Klasse. Er hielt sich weiterhin mit seinen Schüleranstellungen als Kegelbube sowie Zeitungsausträger über Wasser und bildete sich als Autodidakt weiter. In seiner Jugend übte er den Boxsport aus und trat mit 15 den Streitkräften der Vereinigten Staaten bei, um im Spanisch-Amerikanischen Krieg mitzukämpfen, wo er unter anderem auf den Philippinen eingesetzt wurde. Aufgrund der finanziellen Situation lebte er danach für kurze Zeit bei Verwandten in Nendingen. 1901 kehrte er nach Detroit zurück, wo Smith für ein Jahr die University of Detroit besuchte und nebenher eine Ausbildung zum Installateur machte. Als Installateur arbeitete er im Folgenden bei einer Werft in Detroit.
Smith heiratete Marie General, mit der er die beiden Kinder Dorothy und John W. Jr. bekam.

## Politik
Smith wurde in der Republikanischen Partei 1908 aktiv und wurde 1911 von Gouverneur Chase Osborn zum stellvertretenden State Labor Commissioner ernannt. Zwei Jahre später wurde er Stellvertreter im Wayne County Sheriff's Department. 1920 wurde er in den Senat von Michigan gewählt und 1922 von US-Präsident Warren G. Harding zum Postmeister von Detroit ernannt.
1924 gewann Smith die Bürgermeisterwahl von Detroit, nachdem Frank Ellsworth Doremus zurückgetreten war. Er übte das Amt bis 1928 aus. Smith betätigte sich im Detroit City Council ab 1932 bis zu seinem Tod 1942. 1933 war er zum Ende der Wahlperiode von Frank Murphy ein weiteres Mal Bürgermeister von Detroit. Sein Nachfolger in diesem Amt wurde Frank Couzens. 1934 bewarb sich Smith erfolglos um das Amt des Gouverneurs von Michigan.
John W. Smith starb am 17. Juni 1942.